# 梅原真子
梅原 真子（うめはら まこ、1999年〈平成11年〉1月11日 - ）は、日本の元子役であり、NMB48チームBIIの元メンバー。京都府出身。　

## 略歴
2004年、5歳の時にキッズ雑誌『maria』でモデルデビュー。以後、テレビドラマで子役として活動。
2011年12月25日、NMB48第3期生オーディションに合格。その後研究生として活動を開始する。
2012年5月17日、NMB48劇場において公演デビュー。
同年10月10日、チームBII結成時に同チームメンバーに選出される。
2014年1月31日、チームBII「ただいま恋愛中」公演にてNMB48を卒業することを発表。
同年2月21日、卒業公演が行われ、3月2日にパシフィコ横浜にて行われた「『カモネギックス』劇場盤 なんば式サイン会」をもってNMB48を卒業した。

## 人物
- 愛称は、まこぽん[3]。
- キャッチフレーズは、「誠の幸せを届けるように、真っ向勝負を挑ませていただきますえ」[4]。
- 長所は、イヤなことはすぐ忘れること[4]。
- 趣味は、城・タワー探索。
- 特技は、上手くないけどウェイクボード。
- 将来の夢は、どんな役でも演じられる女優。憧れているのは、小池栄子。

## NMB48在籍時の参加曲

### シングルCD選抜曲
NMB48名義
- 「ナギイチ」に収録
  - 理不尽ボール - 「アンダーガールズ」名義
- 「ヴァージニティー (曲)」に収録
  - ちょっと猫背
- 「北川謙二」に収録
  - 眠くなるまで羊は出て来ない
- 「僕らのユリイカ」に収録
  - さや姉
- 「カモネギックス」に収録
  - 時間は語り始める

AKB48名義
- 「ギンガムチェック」に収録
  - あの日の風鈴 - 「ウェイティングガールズ」名義

### アルバムCD選抜曲
NMB48名義
- 『てっぺんとったんで!』に収録
  - てっぺんとったんで!
  - アーモンドクロワッサン計画 - 「チームBII」名義

AKB48名義
- 『1830m』に収録
  - 青空よ 寂しくないか?

### 劇場公演ユニット曲
チームBII 1st Stage「会いたかった」公演
- 涙の湘南
- 渚のCHERRY
- 恋のPLAN

 チームBII「PARTYが始まるよ」公演
- クラスメイト

 チームBII 2nd Stage「ただいま恋愛中」公演
- 帰郷

## 出演

### テレビドラマ
- おみやさん 第4シリーズ・第7話（2005年、テレビ朝日） - 瑠璃（幼少） 役
- 大奥〜華の乱〜（2005年、フジテレビ） - 鶴姫 役
- 水戸黄門 第35部（TBS / C.A.L）
  - 第11話「刀の鍔で結ばれた愛 -熊本-」（2005年12月19日） - お糸 役
  - 第19話「箱入娘と最強の用心棒 -中津-」（2006年2月27日） - おみつ 役
- ナショナル劇場50周年記念特別企画 大岡越前 2時間スペシャル（2006年3月20日、TBS / C.A.L） - お春 役
- 八丁堀の七人 最終話（2006年、テレビ朝日） - お咲 役
- 山村美紗サスペンス 京都花の艶殺人事件（2006年、テレビ朝日） - アキ（幼少） 役
- 逃亡者 おりん 第8話（2007年、テレビ東京） - おさき 役
- 日本偉人大賞 お市の方（2007年、フジテレビ） - 茶々 役
- 水曜ミステリー9 芸者小春姐さんの奮闘記（2007年、テレビ東京） - 千草（幼少） 役
- 女刑事みずき〜京都洛西署物語〜第2シリーズ 第8話（2007年、テレビ朝日） - 田辺東子（幼少） 役
- 新・京都迷宮案内5 第8話（2008年、テレビ朝日） - 糸川春子（幼少） 役
- 日本史サスペンス劇場 （2008年、日本テレビ） - 多数
- 寧々〜おんな太閤記 第1部、第2部（2009年、テレビ東京） - 茶々（少女時代） 役

### バラエティ
- あるあるYYテレビ（2012年7月17日・8月21日・10月2日、TVQ九州放送）
- NMBとまなぶくん（2013年6月13日・6月20日 、関西テレビ）

### 映画
- ぼくとママの黄色い自転車（2009年、共同テレビ） - 由美 役

### ラジオ
- じゃんぐる♥レディOh！（2012年8月6日 - 2014年3月31日、YES-FM） - 月曜日MC

### パブリックビューアー（大型ビジョン）専用番組
- ラジカルVIDEOジョッキー NMB48 presents NUMBER SHOT - レギュラーMC

### CM
- オムロン 環境編（2008年）

### パチンコ
- CR暴れん坊将軍3（2009年、藤商事） - 幼い姫 役